# Exodezia
Exodezia là một chi bướm đêm thuộc họ Geometridae.

## Các loài
- Exodezia albifusa
- Exodezia bicolorata